# Vildanden
Vildanden er et skuespil af Henrik Ibsen skrevet i 1884. Det blev udgivet af Gyldendal i København og Christiania i november 1884.
Skuespillet udforsker, hvordan idealisme kan føre til tragedie, når det blandes med familiehemmeligheder og løgne. Det blev skrevet i en realistisk stil, men litteraturforskere har påpeget skuespillets slægtskab med symbolismen. Mange kritikere betragter skuespillet som Ibsens bedste, ved siden af Rosmersholm.
Store norske leksikon skriver, at skuespillet sees [...] ofte som et overgangsdrama til en mer symbolsk og tidløs fase i Ibsens forfatterskap. [... Det] ble [...] oppfattet som et selvkritisk drama".

## Baggrund
Robert Ferguson skriver, at Vildanden ikke kom let for Ibsen. Undervejs i skriveprocessen var Norge præget af politisk uro, og fra sit frivillige eksil i Rom var Ibsen bekymret for, at "styrken i et intimt, personligt stykke som Vildanden kunne komme til at drukne i den politiske debat om indførelsen af parlamentarisme i Norge." Efter et besøg fra en ung slægtning, Christopher Paus, som han var ivrig efter at høre nyt fra om familien i Skien, erklærede Ibsen foråret 1884, at skriveblokaden var overvundet, og at han "skriver med fuld kraft." Sommeren 1884 fuldførte han dramaet i Gossensaß.
Som i mange andre af Ibsens dramaer er figurer baseret på eller opkaldt efter hans familiemedlemmer i større eller mindre grad. Figuren Gamle Ekdal anses af de fleste litteraturforskere som et af Ibsens vigtigste litterære portrætter af faren, Knud Ibsen. Ibsen havde tidligere portrætteret faren i skikkelserne "Jon Gynt" og "Daniel Hejre", hvor sønnens dom over farens ødselhed var både streng og bitter. I Gamle Ekdals skikkelse ser digteren derimod på sin far, "den forkomne Knud Ibsen, med et forsonende og medfølende blik." Vildanden blev, ulikt de to andre skuespillene, skrevet efter Knud Ibsens død. Figuren Gregers Werle repræsenterer ifølge Jon Nygaard ånden fra familien Paus og Øvre Telemark, et tema der går igen i mange af Ibsens skuespil; Nygaard påpeger, at Høydalsverket, hvor Werle levede isoleret i årevis, er en åbenbar henvisning til Øvre Telemark og specielt Høydalsmo – Ibsens forfader Paul Corneliussen Paus ejede Høydalsmo stavkirke.
Figuren Hedvig har navn fra Ibsens søster Hedvig Ibsen og deres mormor Hedevig Christine Paus. Ibsens model for Hedvig, særligt hendes ydre fremtræden, var en 13 år gammel pige han mødte i Gossensaß, Martha Kopf (født 1870), datter af billedhuggeren Joseph von Kopf, som var bosiddende i Rom. Ibsen skrev i et brev til sønnen Sigurd Ibsen: "Den tyske billedhugger, professor Kopf fra Rom har med sig en 13-årig datter, som er den ypperligste model for Hedvig i mit stykke, jeg kan ønske mig; hun er smuk, har et alvorligt ansigt og væsen og er lidt gefräßig [grådig]." Der findes en buste af Martha Kopf af hendes senere ægtemand Hugo Berwald.